# Coupe d'Europe des nations de rugby à XIII
Pour les articles homonymes, voir Coupe des Nations.
La Coupe d'Europe des Nations de rugby à XIII (appelée Tournoi des 3 Nations avant guerre, ou Coupe Jean-Galia, ou Challenge Jean-Galia à sa reprise après-guerre en 1950) met aux prises les meilleures nations européennes dans ce sport depuis 1935.
Les nations dominant l'épreuve sont l'Angleterre (quinze titres), la France (huit) et le pays de Galles (sept). En 1953 et en 1956, une formation appelée « autres nationalités » remporta la compétition. Cette équipe était composée de joueurs irlandais, australiens et néo-zélandais évoluant dans les championnats de France et d'Angleterre.
Lors de l'édition 2005, la France remporte le titre en écartant en finale le pays de Galles. Depuis 1981, les Français n'avaient plus battu les Gallois.

## Histoire
La Coupe d'Europe des nations, créée en 1935, est interrompue par la seconde guerre mondiale, et reprend dans les années 1950 avec un caractère sporadique .
Depuis 2005, privilégiant sa participation au Tournoi des Quatre Nations (avec l'Australie, la Nouvelle-Zélande et une équipe qualifiée), l'Angleterre ne participe plus qu'épisodiquement à la Coupe d'Europe des Nations de rugby à XIII, par exemple en 2012, permettant le reste du temps à d'autres nations d'étoffer leur palmarès :
2005 : France
2009 : Pays de Galles
2010 : Pays de Galles
2012 : Angleterre
2014 : Écosse
2015 : Pays de Galles
2018 : France
Les défaites en 2014 et 2015 ont été l'occasion pour le XIII de France de se rendre compte d'un certain décrochage avec le niveau mondial : fort de son statut historique de « brillant second  » en Europe, surtout depuis les années 1950, l’Équipe de France a dû cependant réaliser qu'elle avait quelques difficultés à battre des adversaires pourtant à sa portée sur le papier. En effet, si le pays de Galles et l’Écosse comptent moins de participants de rugby à XIII que la France, les joueurs de ces deux « home nations » jouent régulièrement en Superleague ou dans le Championship. Par ailleurs, ces équipes, qui ont par le passé réussi à battre des nations de l'hémisphère sud, ont vu leur existence gelée jusqu'au début des années 2000, au profit de l’équipe de Grande-Bretagne. Mais même en l'absence de test-matchs aussi réguliers que pour leurs confrères « qunizistes » ; les joueurs celtes ont pu continuer à s'aguerrir dans des championnats d'un niveau plus élevé que le championnat national français.
En 2018, la Coupe a lieu du 27 octobre au 11 novembre et oppose quatre nations : la France, le pays de Galles, l'Irlande et l'Écosse. Les deux finalistes – la France, gagnante, et le pays de Galles, finaliste – se qualifient directement pour la Coupe du monde 2021. L'Irlande et l’Écosse sont reversées dans une poule de rattrapage avec l'Italie. Les deux premiers de cette nouvelle poule se qualifiant directement pour la Coupe du monde (voir qualifications pour la coupe du monde de rugby à XIII 2021) .

## Palmarès
| Édition | Vainqueur           | Finaliste           | Troisième           | Quatrième      |
| ------- | ------------------- | ------------------- | ------------------- | -------------- |
| 1935    | Angleterre          | France              | Pays de Galles      |                |
| 1936    | Pays de Galles      | Angleterre          | France              |                |
| 1937    | Pays de Galles      | Angleterre          | France              |                |
| 1938    | Pays de Galles      | Angleterre          | France              |                |
| 1939    | France              | Pays de Galles      | Angleterre          |                |
| 1946    | Angleterre          | France              | Pays de Galles      |                |
| 1947    | Angleterre          | Pays de Galles      | France              |                |
| 1948    | Angleterre          | France              | Pays de Galles      |                |
| 1949    | France              | Angleterre          | Pays de Galles      |                |
| 1950    | Angleterre          | Autres Nationalités | Pays de Galles      | France         |
| 1951    | France              | Autres Nationalités | Angleterre          | Pays de Galles |
| 1952    | France              | Angleterre          | Autres Nationalités | Pays de Galles |
| 1953    | Autres Nationalités | Pays de Galles      | Angleterre          | France         |
| 1954    | Angleterre          | Autres Nationalités | France              | Pays de Galles |
| 1956    | Autres Nationalités | France              | Angleterre          |                |
| 1970    | Angleterre          | France              | Pays de Galles      |                |
| 1975    | Angleterre          | Pays de Galles      | France              |                |
| 1977    | France              | Pays de Galles      | Angleterre          |                |
| 1978    | Angleterre          | Pays de Galles      | France              |                |
| 1979    | Angleterre          | France              | Pays de Galles      |                |
| 1980    | Angleterre          | France              | Pays de Galles      |                |
| 1981    | France              | Angleterre          | Pays de Galles      |                |
| 1995    | Pays de Galles      | Angleterre          | France              |                |
| 1996    | Angleterre          | Pays de Galles      | France              |                |
| 2003    | Angleterre          | France              |                     |                |
| 2004    | Angleterre          | Irlande             |                     |                |
| 2005    | France              | Pays de Galles      |                     |                |
| 2009    | Pays de Galles      | Écosse              |                     |                |
| 2010    | Pays de Galles      | France              | Écosse              | Irlande        |
| 2012    | Angleterre          | Irlande             | Écosse              |                |
| 2014    | Écosse              | France              | Irlande             | Pays de Galles |
| 2015    | Pays de Galles      | France              | Irlande             | Écosse         |
| 2018    | France              | Pays de Galles      | Irlande             | Écosse         |
| 2023    |                     |                     |                     |                |

## Statistiques par édition
| Édition | Meilleur(s) réalisateur(s)         | Meilleur(s) marqueur(s) d'essais                                                                                   |
| 1935    | Max Rousié 10                      | Robert Samatan 3                                                                                                   |
| 1936    | Martin Hodgson 21                  | George Bennett 2 Jack Morley 2 Dennis Madden 2 Ossie Griffiths 2 Iowerth Isaac 2 Barney Hudson 2 Augustus Risman 2 |
| 1937    | Martin Hodgson 8 Thomas Winnard 8  | James Cumberbatch 2 Thomas Winnard 2                                                                               |
| 1938    | Jim Sullivan 13                    | Treize joueurs à un essai                                                                                          |
| 1939    | Jim Sullivan 10                    | Etienne Cougnenc 2 Joseph Desclaux 2                                                                               |
| 1946    | Albert Johnson 9                   | Albert Johnson 3                                                                                                   |
| 1947    | William Davies 19                  | Albert Johnson 3                                                                                                   |
| 1948    | Edward Ward 20 Puig-Aubert 20      | Paul Dejean 4 |
| 1949    | Edward Ward 16                     | Odé Lepes 3 Stan McCormick 3                                                                                       |
| 1950    | Jack Hilton 12                     | Jack Hilton 4 |
| 1951    | Puig-Aubert 30                     | Brian Bevan 5 |
| 1952    | Puig-Aubert 34                     | Brian Bevan 4 Frank Castle 4 Lionel Cooper 4                                                                       |
| 1953    | Puig-Aubert 24                     | Brian Bevan 6 |
| 1954    | Joe Phillips 24                    | Brian Bevan 5 |
| 1956    | Lewis Jones 21                     | Billy Boston 5 |
| 1970    | Roger Millward 19                  | Syd Hynes 5 |
| 1975    | Kel Coslett 10 Victor Serrano 10   | John Bevan 2 |
| 1977    | Jean-Marc Bourret 16               | Jean-Marc Bourret 2                                                                                                |
| 1978    | Geoff Pimblett 21                  | Eric Hughes 4 Stuart Wright 4                                                                                      |
| 1979    | John Woods 13                      | Dix joueurs à un essai                                                                                             |
| 1980    | George Fairbairn 15                | Joël Roosebrouck 2                                                                                                 |
| 1981    | José Moya 10                       | Joël Roosebrouck 2                                                                                                 |
| 1995    | Jonathan Davies 16                 | Allan Bateman 2 Frédéric Banquet 2 Jean-Marc Garcia 2 Kevin Ellis 2                                                |
| 1996    | Iestyn Harris 26 Steve Prescott 26 | Martin Offiah 4 |
| 2003    | Danny Tickle 54                    | Mark Calderwood 7                                                                                                  |
| 2004    | Wayne Godwin 54                    | Phil Cantillon 5                                                                                                   |
| 2005    | Maxime Grésèque 48                 | Maxime Grésèque 5                                                                                                  |
| 2009    | Mick Nanyn 62                      | Mick Nanyn 5 Adnan Saleh 5 James Nixon 5 Reece Robinson 5                                                          |
| 2010    | Gregg McNally 30                   | Rhys Williams 6 |
| 2011    | Thomas Bosc 32                     | Joseph Taylor 3 Dane Chisholm 3 Kane Bentley 3                                                                     |
| 2012    | Jordan Turner 26                   | Jodie Broughton 4                                                                                                  |
| 2018    | James Olds 40                      | Morgan Escaré 4 Josh Ralph 4 Rhys Williams 4                                                                       |

## Catégorie liée
- Tournoi européen Jean-Galia 2012